# Rok modelowy
Rok modelowy - (zwany także rokiem modelu lub modelem roku) to okres, w którym produkowane były samochody o tych samych cechach charakterystycznych. Zwykle rozpoczyna się on w połowie roku kalendarzowego i kończy w połowie następnego roku kalendarzowego. Pojęcie „model roku” stosuje się w celach marketingowych.